# 无义介导的mRNA降解

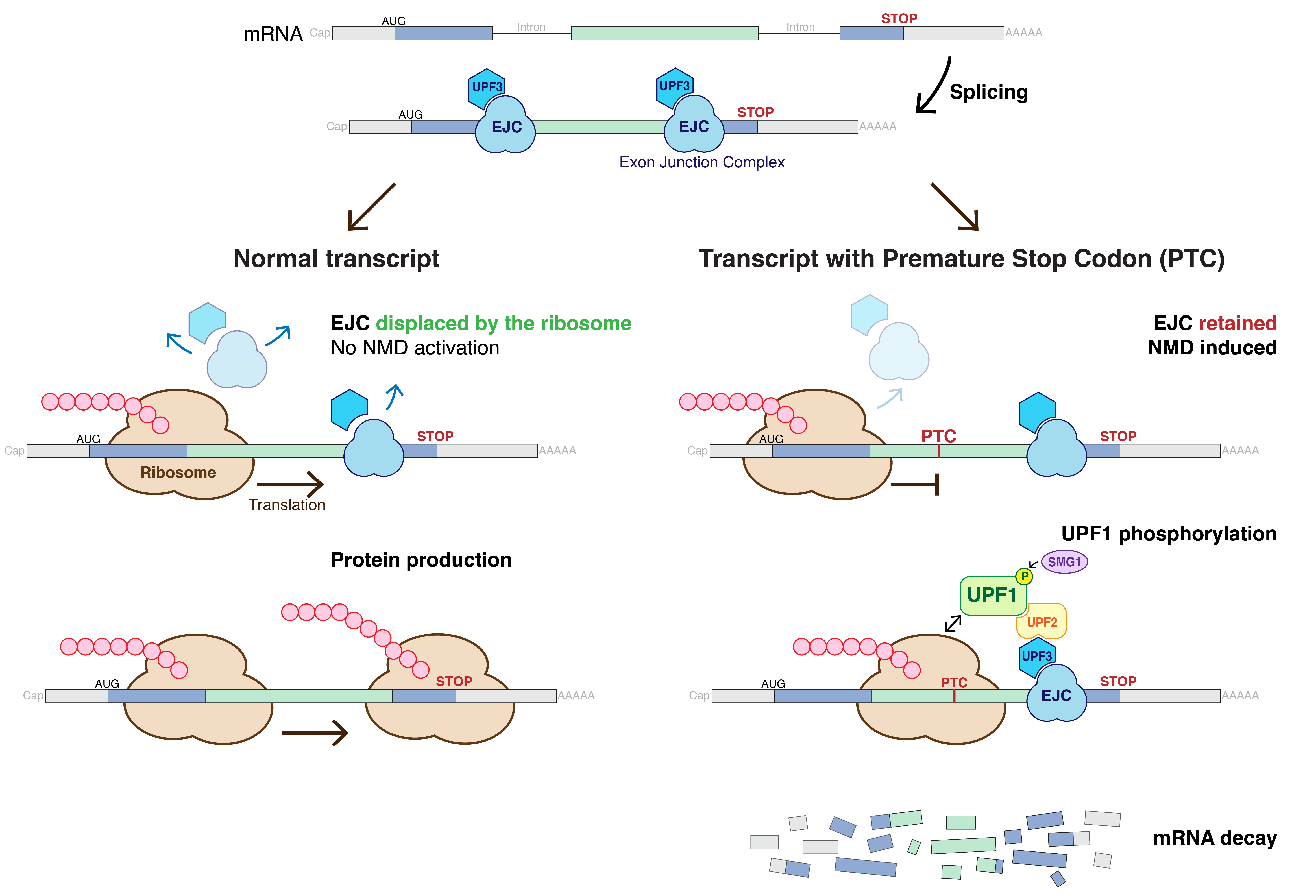
人体NMD途径

无义介导的mRNA降解（英語：Nonsense-mediated mRNA Decay，常简写为NMD机制或NMD）是一种存在于所有真核生物中的遗传纠错机制。这一机制透过降解含有提前终止密码子的异常mRNA转录子以减少基因表达上的错误。如果没有这一机制，这些异常的mRNA可能会翻译出有害的功能获得性或具有显性抑制效应的蛋白质，可能损害人体正常的生理机制。
NMD机制在1979年几乎同时于人类和酵母菌细胞中发现，显现出这一机制在广泛种系间的保守性，体现了这一机制重要的生物学意义。无义突变导致了终止密码子的提前出现，使得正常的蛋白质合成提前终止，而丢失的氨基酸片段可能导致蛋白质失去功能。而细胞总是只含有极少量的带無義突變的等位基因所产生的mRNA这一异乎寻常的事实，促成了NMD机制的发现。NMD机制的发现是人类遗传学重要而崭新的突破， 这一机制可以限制异常蛋白的翻译表达，但是有时也会对特定的遗传突变产生不良后果。

## 介导方式
尽管大量NMD机制中的蛋白在物种间并不保守，但有3个NMD因子在NMD机制通路中处于保守的核心地位，包括酵母Saccharomyces cerevisiae中的UPF1和UPF2、人体中发现的UPF3（含UPF3A和UPF3B）。这三者都是被称为上游移码蛋白（英語：up-frameshift proteins）的反式作用因子。在哺乳动物中，UPF2和UPF3为外显子连接复合体与在RNA剪接（英語：RNA Splicing）后mRNA连接的部分。其它诸如eIF4AIII、MLN51、Y14/MAGOH异质二聚体等蛋白也处于该结合处，并且参与了NMD机制。UPF1的磷酸化由SMG-1、SMG-5、SMG-6、SMG-7蛋白所控制。
异常转录子的检出发生于mRNA的翻译期间。普遍认为，在翻译的第一轮，核糖体除去与mRNA接连的外显子-外显子连接复合体，若此后检出与mRNA接连的蛋白复合体，NMD机制就会被启动。发生无义突变后，如果外显子-外显子连接复合体位于终止密码子下游，过早停止的翻译就会导致该复合体无法被核糖体除去。翻译终止后，UPF1、SMG1和释放因子eRF1、eRF3在mRNA上形成复合体，如果这一复合体检出外显子-外显子连接复合体仍然留存在mRNA上，UPF1将和UPF2、UPF3接触使得UPF1磷酸化。在脊椎动物中，最后一个外显子-外显子剪接位点与终止密码子的相对位置往往决定了NMD机制是否介入转录子与否：如果终止密码子在任意外显子-外显子连接复合体上游50个核苷酸之外，转录子就会被NMD机制下调；反之, 如果终止密码子在最后一个外显子-外显子剪接位点下游, 或者位于最后一个外显子-外显子剪接位点上游50个核苷酸及以内，则NMD机制不会被激活, 转录子仍会被正常翻译。磷酸化的UPF1随后接触SMG-5、SMG-6、SMG-7等蛋白，这些蛋白可以促进UPF1的去磷酸化。 SMG-7常常累积于處理小體中，处理小体是mRNA讲解的细胞质位点，故而SMG-7也被认为是终止效应器（英語：the terminating effector）。在酵母和人类细胞中，主要的mRNA降解通路都是通过核糖核酸外切酶XRN1降解后5′端帽的切除触发的，但亦有透过3’-5'的多腺苷酸化降解的。
NMD机制不仅针对异常转录子，也可能针对含有3'端非翻译区内内含子的转录子，例如Arc蛋白等；这也说明NMD机制可能与生理活动直接相关。

## NMD机制基因突变
尽管NMD机制可以减少无义密码子，但基因突变及其后果并不能完全避免。
提前终止的无义密码子的翻译可以导致显性负性或者有害获得性功能突变。鉴于NMD机制对于基因表达有着包括阻止提前终止的无义密码子的翻译等广泛调节，故而其对表型的调节作用愈发显著。β地中海贫血便是其中一例。该病为遗传病，由编码β球蛋白基因区域上游的突变造成。突变基因的杂合子只会产生极少量的突变β球蛋白mRNA；更加严重的中度地中海型貧血中，突变体的转录子产生了缩短的β链，从而引起杂合体中的严重病症。
类似情况发生于馬凡氏症候群：该病由FBN1基因突变，而该突变引起突变型和野生型FBN基因异常的显性负性互动。